# Аль-Иттихад (футбольный клуб, Кальба)
Аль-Иттихад Кальба спортивный и культурный клуб (араб. نادي اتحاد كلباء الإماراتي‎) — эмиратский профессиональный футбольный клуб из города Кальба (эмират Шарджа). Домашние матчи команда проводит на местном стадионе Иттихад Кальба Клуб, вмещающем около 6 000 зрителей. Клуб был основан в 1972 году.
На протяжении большей своей истории клуб периодически перемещается из Первого дивизиона в Лигу Арабского залива, высшую в системе футбольных лиг ОАЭ. В элитном дивизион «Аль-Иттихад» выступал в сезонах: 1987/88, 1989/90, 1991/92, 1992/93, 1996/97, 1997/98, 1999/00, с 2000/01 по 2004/05, 2010/11, 2012/13 и 2014/15. Лучшим результатом для клуба стало 8-е место в сезоне 1989/90 при 14-и участниках.
К достижениям команды можно отнести выход в финал Кубка федерации ОАЭ 2011/12, в котором «Аль-Иттихад» проиграл «Аль-Зафре» со счётом 0:2.

## Достижения
Кубок федерации ОАЭ
- Финалист (1): 2011/12